# Микрокосм: E. coli и новая наука о жизни
Микрокосм: E. coli и новая наука о жизни (англ. Microcosm: E. coli and the New Science of Life) — книга научно-популярного писателя Карла Циммера. Книга представляет собой обзор генетических исследований и генной инженерии, рассказывая историю о разновидностях бактерий кишечной палочки (E. coli), которые являются типичными обитателями желудочно-кишечного тракта млекопитающих. Название Microcosm относится к понятию, что идеи, полученные в результате изучения относительно простого одноклеточного организма, такого как кишечная палочка, играют важную роль в описании фундаментальных характеристик всей земной жизни, включая человека.

## Обзор
«Микрокосм» исследует историю роли кишечной палочки как популярного организма для изучения исследователями; работа раскрывает, как работают и регулируются гены, давая представление об эволюции, поведении и экологии. Начиная с открытия в 1885 году педиатром и микробиологом Теодором Эшерихом, выделения штамма K12 Эдуардом Тейтемом и подходя к многочисленным исследованиям штамма K12 и его потомков (исследователи получили Нобелевскую премию), книга рассказывает о большом количестве научных открытий, которые связаны с этим простым организмом. В книге продолжаются обзоры новых и текущих исследований с использованием E. coli, включая подробные сведения об исследованиях клеточных наномашин, таких как жгутики, а также о составе и применении микробных биоплёнок.

## Эволюция против разумного замысла
В книге утверждается, что жгутик и устойчивость к антибиотикам эволюционировали и продолжают развиваться под давлением отбора. Циммер уделяет значительное внимание фенотипической пластичности и естественному отбору в генезе E. coli и отмечает, что отбор может осуществляться людьми индивидуально (например, путём введения антибиотиков), коллективно (например, путём крупномасштабного промышленного производства продуктов питания) или непреднамеренно (например, выступая в качестве хозяина для микробного патогена). Книга опровергает представление о разумном замысле как об источнике новых свойств организма, таких как жгутик, способного продвигать кишечную палочку, путём изучения примеров более примитивных промежуточных форм, которые, хотя и полезны, не имеют полной полезности движущей силы.
Сам Карл Циммер не является учёным, но раздел благодарностей подразумевает, что тезисы Циммера были проверены несколькими участниками нынешних исследований кишечной палочки.

## Публикация
Книга была опубликована издательством Pantheon Books 6 мая 2008 года в твёрдом переплёте.
Репринтное издание в мягкой обложке было опубликовано Vintage Books в 2009 году.
Переведена на русский Натальей Игоревной Лисовой, под научной редакцией Александра Владимировича Маркова, опубликована издательством Альпина нон-фикшн в 2016 году.